# 民衆殺戮
民衆殺戮（みんしゅうさつりく）は、政治権力による民衆の直接・間接的殺害を指す言葉。政治学者、平和研究者であるハワイ大学名誉教授R・J・ラムルによる造語「デモサイド(democide)」の訳語。

## 民衆殺戮の定義
以下の政府（および政府の許可を得た者）の行為は民衆殺戮とみなされる。
(1) 次の理由による計画的な民衆の殺害あるいは死亡
- 宗教、人種、言語、民族、出身国、階級、政治、言論、政府に敵対的あるいは社会政策を妨害するとされる行為、あるいはそうした人々との関係
- 処刑数値目標あるいは徴発目標の達成
- 強制労働あるいは奴隷制度の推進
- 虐殺
- 生存不可能な状況での生活の強制
- 戦争あるいは暴力紛争での非戦闘員を狙った攻撃

(2) 意図的に、あるいは結果を予期しつつも人命への軽視や怠慢あるいは悪意から引き起こされた人の死
- 監獄、徴集、強制労働、戦争捕虜、新兵用兵営の劣悪な条件
- 人体に対する殺人的な医学的・科学的実験
- 拷問や殴打
- 殺人、殺人を伴う強姦や略奪の奨励あるいは黙認
- 政府が支援を停止しあるいは結果を知りつつも死者を増加させるように行動した場合の飢饉や伝染病
- 死者多数を引き起こす強制的拘禁や追放

ただし、以下は上記のデモサイドの定義から除外される。
- 殺人、強姦、スパイ行為、反逆等国際的に重罪と認識されている事由による処刑で捏造ではないないもの
- 暴動あるいは反乱の際に民間人に対して取られた処置
- 軍事目標への攻撃による非戦闘員の死亡

民衆殺戮は人道に反する国際的な犯罪である。
なお、ラムルによれば広島、長崎への原爆投下を含む無差別都市爆撃による民間人殺害も民衆殺戮に含まれる。

## 「ジェノサイド」の定義と「民衆殺戮」との関係
「ジェノサイド」は、宗教、人種、言語、民族、出身国、階級（ブルジョワ、地主、資本主義者、富裕層）を理由として政府が民衆の殺害あるいは死者の発生を意図して行ったあらゆる行為。ジェノサイドは「民衆殺戮」の定義に含まれる。

## 「政治的殺人」の定義と「民衆殺戮」との関係
「政治的殺人」は、政治、言論、政府に敵対的あるいは社会政策を妨害するとされる行為を理由として政府が民衆の殺害あるいは死者の発生を意図して行ったあらゆる行為。政治的殺人も「民衆殺戮」の定義に含まれる。

## 20世紀における民衆殺戮
ラムルは20世紀に発生した世界の民衆殺戮を研究し、『中国の民衆殺戮』では以下のように犠牲者数を推計している。
- ソビエト連邦： 6,191万1千人
- 中国共産党： 3,870万2千人
- ナチス： 2,200万人
- 中国国民党： 1,021万4千人
- 大日本帝国： 589万人（第二次世界大戦中）

## 『中国の民衆殺戮』日本語版への序での修正
ただし、2008年に出版された日本語版への序において、ラムルは以下の重要な修正を示唆している。
- 1959年から1963年までの「大躍進運動」の餓死者も国際的影響力強化のための食糧輸出に固執した毛沢東の方針による意図的な食料の収奪であり、その犠牲者数は約3,800万人も民衆殺戮とする。
- これにより、中国共産党による民衆殺戮犠牲者数は約7,700万人と推計され、ソビエト連邦による約6,200万人を超える。
- 一方で、日本軍による「戦闘あるいは民衆殺戮」で殺害された中国人は約400万人としている（原著では民衆殺戮のみで394万9千人）。